# Bornitz (Liebschützberg)
Bornitz ist ein zur Gemeinde Liebschützberg gehöriges Dorf im Landkreis Nordsachsen. 

## Geografie und Verkehrsanbindung
Der Ort liegt im mittelsächsischen Hügelland etwa 5 km östlich von Oschatz an der Strecke der Leipzig-Dresdner Eisenbahn und an der S 28. Durch den Ort fließt der Sandbach, östlich fließt die Elbe.
Nördlich verläuft die S 31, südlich  die B 6, östlich die B 182 und die B 169.

## Geschichte
Seit dem 12. Jahrhundert ist der Ort als Rittersitz urkundlich belegt. Um 1500 im Besitz derer zu Grünroda, ließen diese einen schlichten Herrensitz im Stil der Renaissance errichten. Das Schloss war von einem Wassergraben umgeben. Um 1580 kamen Gut und Schloss Bornitz an die Familie von Schönberg, die zu dieser Zeit den Südflügel der Schlossanlage errichten ließen. Ende des 17. Jahrhunderts wurde das Schloss im Barockstil umgebaut und erweitert. 1750 kam ein Lustgarten mit Blumenzucht hinzu.
Im 18. Jahrhundert umfasste die Herrschaft des Ritterguts Bornitz: Kleinragewitz, Zaußwitz, Schönnewitz, Lonnewitz, Wadewitz sowie Teile von Pochra und Rügeln. Im November 1838 war die Leipzig-Dresdner Eisenbahn bis nach Bornitz fertiggestellt. In den folgenden Jahrzehnten wurde die Bahn neben der Landwirtschaft zur zweitwichtigsten Erwerbsquelle der Bornitzer.
Nachdem das Land des Ritterguts 1945 im Zuge der Bodenreform aufgeteilt worden war, wurde 1947/48 das Schloss abgerissen.
Am 1. Juli 1950 wurde das Dorf ein Ortsteil von Borna.
Am 25. Februar 1956 kam es zum Eisenbahnunfall von Bornitz mit zahlreichen Toten und Verletzten, bei dem in der Folge mehrerer Verstöße gegen Dienstvorschriften ein rangierender Güterzug einem durchfahrenden Schnellzug in die Flanke fuhr.
Seit dem 1. Januar 1997 gehören Bornitz und Borna zur Gemeinde Liebschützberg.

## Kulturdenkmale
In der Liste der Kulturdenkmale in Liebschützberg sind für Bornitz sechs Kulturdenkmale aufgeführt.